# 로건 밀러
로건 밀러(Logan Miller, 1992년 2월 18일 ~ )는 미국의 배우이다.

## 출연 작품
- 이스케이프 룸 2: 노 웨이 아웃 (2021)
- 프레이(영어판) (2019)
- 위 섬온 더 다크니스 (2019)
- 이스케이프 룸 (2019)
- 유 캔 추즈 유어 패밀리 (2018)
- 러브, 사이먼 (2018)
- 더 센트 오브 레인 앤 라이트닝 (2017)
- 베일리 어게인 (2017)
- 7번째 내가 죽던 날 (2017)
- 더 굿 네이버 (2016)
- 테이크 미 투 더 리버 (2015)
- 더 스탠포드 프리즌 엑스페리먼트 (2015)
- 좀비 서바이벌 가이드 (2015)
- 어둠 속에서 (2013)
- 딥 파우더 (2013)
- 플러스 원 (2013)
- 우드 유 래더 (2012)
- 디 암 (2011)
- 고스트 오브 걸프렌즈 패스트 (2009)
- 아더와 미니모이 2 : 셀레니아 공주 구출 작전 (2009)